# Thymus zygis
Thymus zygis,  tomillo salsero, es una especie de la familia de las lamiáceas.

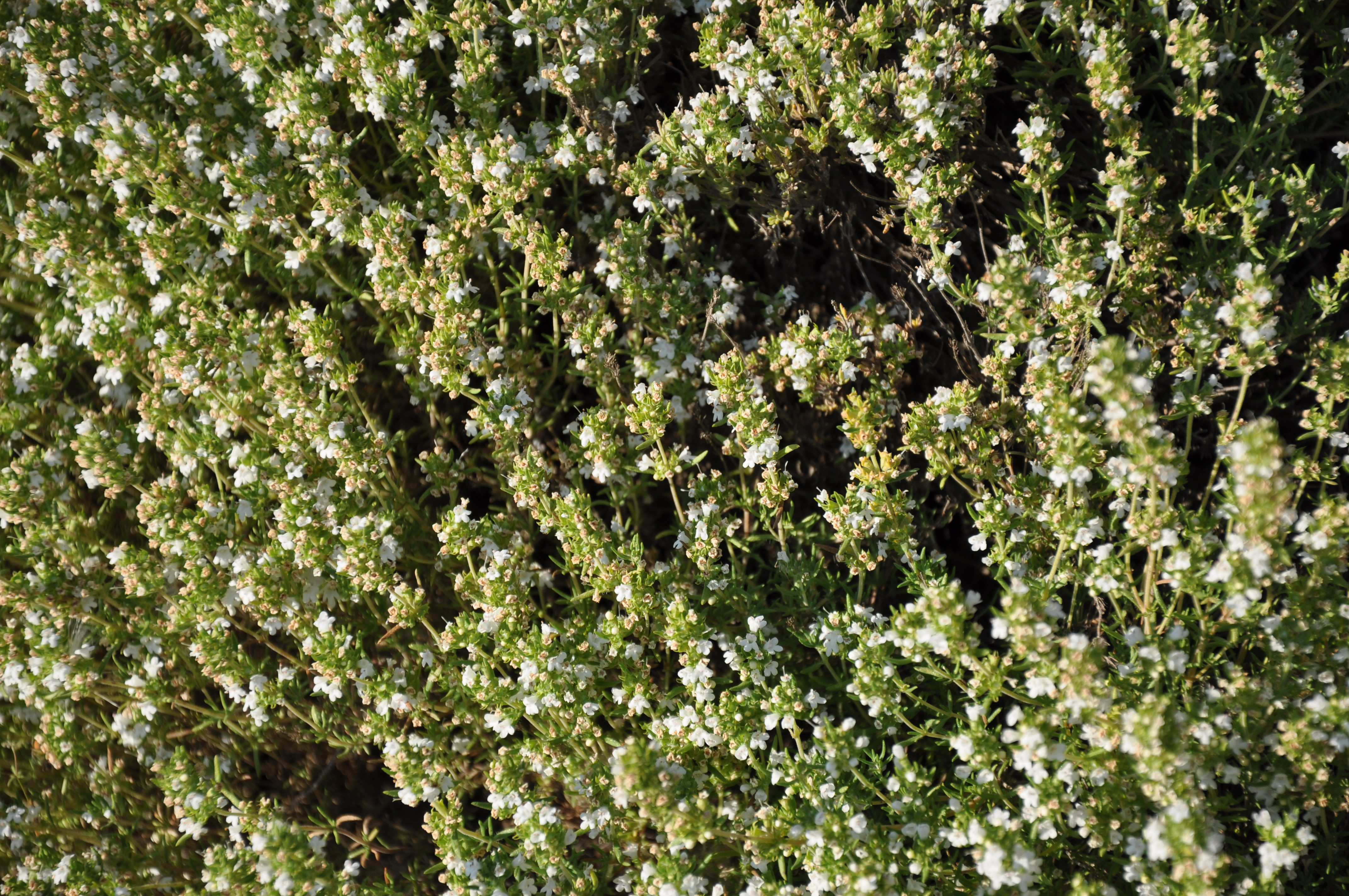
Vista de la planta

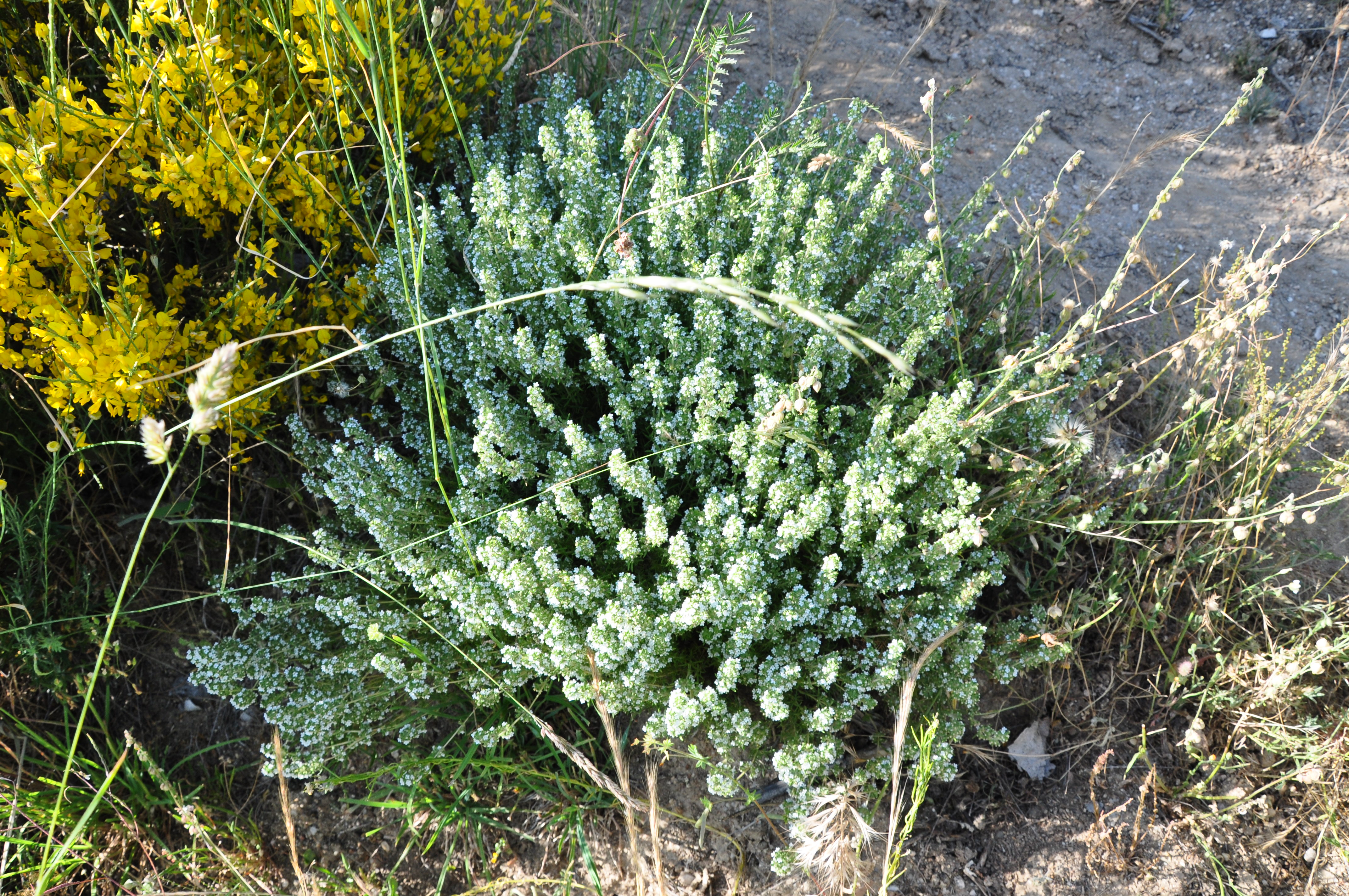
Vista de la planta

## Descripción
El tomillo salsero (Thymus zygis) es una mata enana de aspecto almohadillado, muy aromático de 1 a 2 dm de alto. Las ramas son erectas y leñosas. Hojas lineares de 5 a 7 mm de largo y 1 mm de ancho de color verde grisáceo y con el envés tomentoso blanco. Tienen un nervio en el medio. Inflorescencia en espiga , corola blanquecina bilabiada, con cuatro estambres y el estilo sobresalientes. Es uno de los tomillos más frecuentes en la península ibérica, capaz de crecer en una amplia gama de ambientes ecológicos, incluso en las yermas de yeso, si bien siempre se ve en lugares abiertos y despejados.

## Hábitat
Pendientes secas y matorrales en los encinares del interior peninsular. Aceptando todo tipo de suelos siempre que no se encharquen.

## Distribución
Habita en toda Península ibérica excepto en zonas de la cornisa cantábrica y algunas provincias del litoral mediterráneo.

## Usos
Es uno de los tomillos preferidos para usos culinarios y para adobar aceitunas. Se emplea como especia en los asados de la zona centro peninsular.

## Taxonomía
Thymus zygis fue descrita por Carlos Linneo y publicado en Sp. Pl. 2: 591. 1753
Citología
Número de cromosomas de Thymus zygis (Fam. Labiatae) y táxones infraespecíficos: n=14; 2n=28
Etimología
Ver: Thymus
Subespecies
- Thymus zygis subsp. gracilis (Boiss.) R.Morales (sinónimo Th. tenuiflorus var. gracilis Boiss = Th. verticillatus Sennen). su porte siempre es erecto y se distribuye por el sureste de la península ibérica.
- Thymus zygis subsp. zygis, procumbente, poco pubescente y el cáliz inferior a 4 mm. Prácticamente se da en toda la mitad norte de la península, excepto en la parte correspondiente a la región Eurosiberiana.
- Thymus zygis subsp. sylvestris (Hoffmanns. et Link) Brot., (sinónimo Th. sylvestris Hoffmanns.) es igualmente procumbente, pero mucho más peloso y con el cáliz de hasta 5 mm de longitud. Ocupa el centro y suroeste peninsular.[4]

Sinonimia
- Origanum zygis (L.) Kuntze
- Thymus angustifolius Salisb.

subsp. gracilis (Boiss.) R.Morales
- Thymus tenuifolius Mill.
- Thymus tenuifolius var. gracilis Boiss.
- Thymus verticillatus Sennen

subsp. sylvestris (Hoffmanns. & Link) Cout.
- Origanum sylvestre (Hoffmanns. & Link) Kuntze
- Thymus sylvestris Hoffmanns. & Link

subsp. zygis 
- Thymus albinervis Strobl
- Thymus clusii Bubani
- Thymus isidori Sennen
- Thymus loscosii var. oxyodontus Sennen & Pau
- Thymus oxyodontus (Sennen & Pau) Sennen & Pau
- Thymus sparsiflorus Pourr. ex Willk. & Lange[5]

## Nombres comunes
- Ajedrea, ajedrea menuda, ajedrea menuda española, alegría, almaradux salsero, almoradux de la tierra, almoraduz, carqueja, común, densar , escarqueja, flor de San Juan, jenjerina, mejorana, mejorana silvestre, morquera, paticas de mona, ratero, repligo, romenino, romeñino, salserilla, salsero , salsero fino, salseta de pastó, sanjuanes, sanserino, sanseru, senserina, senserina fina, senserino, sensero, serpol de peñas, serrillo, serrín, sinserino, sinsirino, thymo de España, tombillo, tomilleja , tomillina, tomillo, tomillo aceitunero, tomillo aceytunero, tomillo albar, tomillo ancinoso, tomillo angero, tomillo ansero, tomillo basto, tomillo blanco, tomillo blanco , tomillo borriquero, tomillo de San Juan, tomillo de aceitunas, tomillo de campo, tomillo de flor morada, tomillo de flor rojiza, tomillo de las aceitunas, tomillo de las fustas, tomillo de los hornos, tomillo de romero, tomillo del campo, tomillo densar , tomillo ensar, tomillo español, tomillo fino, tomillo lagartijero, tomillo larrillo, tomillo macho, tomillo negrillo, tomillo negro, tomillo oloroso, tomillo piojoso, tomillo piñerino, tomillo rastrero, tomillo risquero, tomillo rojo, tomillo romanino, tomillo rumanino, tomillo salao, tomillo salsero, tomillo salsero de Toledo, tomillo sanjuanero, tomillo sanserino, tomillo sansero), tomillo sansero fino, tomillo sanserín, tomillo sendero, tomillo serrillo, tomillo tanarro, tomillo terrero, tomillo terrestre, tomillo zaucero, tomillo zorrero, tomillo áspero, tumillo, mierdagato.[6][7]